# Сельское поселение «Село Покровск»
Сельское поселение «Село Покровск» — муниципальное образование в составе Козельского района Калужской области России.
Административный центр — село Покровск.
По территории сельского поселения протекает река Клютома.

## Состав
В поселение входят 12 населённых пунктов:
- село Покровск
- деревня Ерлыково
- деревня Заречье
- деревня Каторгинка Первая
- деревня Каторгинка Вторая
- деревня Костешово
- деревня Кстищи
- деревня Прилипки
- деревня Слепцово
- село Слепцовское Отделение
- деревня Тарачки
- деревня Тычково

## Население
| 2010 | 2012 | 2013 | 2014 | 2015 | 2016 | 2017 |
| ---- | ---- | ---- | ---- | ---- | ---- | ---- |
| 383  | ↘361 | ↘359 | ↘347 | ↘329 | ↘319 | ↗320 |
| 2018 | 2019 | 2020 | 2021 |      |      |      |
| ↘318 | ↘310 | ↗315 | ↗319 |      |      |      |